# Maurizio Pittau
Maurizio Pittau (Tortolì, 23 gennaio 1973) è un economista italiano.

## Biografia
Laureato in economia politica presso l'Università di Cagliari e poi specializzato al MIP School of Management del Politecnico di Milano ha introdotto e divulgato - primo in Italia - i sistemi di scambio non monetario.

## Opere
- Economie senza denaro. I sistemi di scambio non monetario nell'economia di mercato, EMI, 2003. ISBN 9788830712379